# Itō Icchō
Ito Iccho (伊藤一長 Ito Iccho, Y Đằng Nhất Trường) (23 tháng 8 năm 1945 - 18 tháng 4 năm 2007) là thị trưởng thành phố Nagasaki, nước Nhật, từng tốt nghiệp đại học Waseda, chủ yếu trong khoa học chính trị.
Vào ngày 18 tháng 4 năm 2007, Itō Icchō bị nghi phạm Tettuya Shiroo bắn lúc 20 giờ (JST). Một trong hai viên đạn đã đi xuyên tim của ông. Thị trưởng được xe cứu thương đưa vào bệnh viện đại học Nagasaki. Các bác sĩ đã cố cứu ông nhưng không được.